# Koninklijke Marechaussee
La Koninklijke Marechaussee (en español: Gendarmería Real) es la gendarmería nacional neerlandesa y una de las cuatro ramas de las Fuerzas Armadas de los Países Bajos. Es responsable de tareas policiales tanto militares como civiles y opera bajo la órbita del Ministerio de Defensa.
La Gendarmería Real salvaguarda la seguridad del Reino de los Países Bajos, Incluyendo los Países Bajos y el Caribe neerlandés, siendo desplegada en áreas de importancia estratégica.

## Historia
Los Corps de Marechaussee fue establecida el 26 de octubre de 1814 por el rey Guillermo I, con el objetivo de reemplazar a la Gendarmería francesa tras la ocupación napoleónica. Aunque se inspiró en el modelo francés, se evitó el término “gendarmería” debido a su asociación con el régimen anterior. Desde su creación, ha desempeñado funciones de policía militar y de mantenimiento del orden público.
En 1908, la reina Guillermina encomienda a la Gendarmería Real la tarea de proteger los palacios reales del Reino.
Durante la ocupación alemana en la Segunda Guerra Mundial, la Marechaussee fue reorganizada y perdió su estatus militar. Sin embargo, tras la guerra, recuperó su posición dentro de las fuerzas armadas y continuó expandiendo sus responsabilidades. 
En 1998, se convirtió en una rama independiente de las Fuerzas Armadas de los Países Bajos.

## Tareas
Las principales responsabilidades de la Koninklijke Marechaussee incluyen: 
- Control de fronteras y lucha contra la inmigración ilegal.[1]
- Seguridad y vigilancia en aeropuertos civiles, especialmente en el Aeropuerto de Schiphol.
- Protección de la familia real y altos funcionarios del gobierno.
- Funciones de policía militar para las Fuerzas Armadas neerlandesas.
- Control de disturbios y protección de instalaciones críticas.
- Participación en misiones internacionales y tareas de policía militar en el extranjero.

Es la responsable de asegurar las fronteras neerlandesas y sirve como fuerza policial fronteriza. La Gendarmería Real chequea a las personas que cruzan las fronteras y combate crímenes fronterizos en distintos lugares, entre ellos aeropuertos y puertos marítimos. A su vez monitorea la seguridad móvil en las fronteras internas a lo largo del Espacio Schengen. Combate el terrorismo, contrabando de drogas, lavado de dinero y otros.
Se encarga de tareas policiales regulares en muchos aeropuertos, como el Aeropuerto de Schiphol, de Róterdam-La Haya, de Eindhoven, Aeropuerto de Maastricht Aquisgrán y el Aeropuerto de Groningen Elde. Está presente por control fronterizo en los aeropuertos de Bonaire, San Eustaquio y Saba.
Las tareas de control fronterizo incluye el chequeo de pasajeros al arribo y partida, denegación de la entrada a personas que no reúnen los requisitos para entrar, la colección, análisis y compartición de información a otras organizaciones de seguridad y el chequeo en puerta para prevenir la inmigración ilegal y el abuso del procedimiento de asilo.
En el control fronterizo marítimo llevan a cabo puestos fronterizos permanentes, patrullaje por agua y reconocimiento aéreo.

## Organización
La Koninklijke Marechaussee cuenta con 8412 empleados, de los cuales 7091 son militares y 890 civiles (2025). Su cuartel general se encuentra en La Haya. La comandante actual es la teniente general Annelore Roelofs.
La estructura organizativa incluye: 
- 25 brigadas territoriales pertenecientes al Comando Táctico Nacional, incluyendo una en Curazao.
- Brigada de Misiones Especiales de Seguridad (BSB), especializada en vigilancia, seguridad y arrestos.
- Pelotones de Seguridad de Alto Riesgo, encargados de proteger objetivos con alto riesgo de ataques.
- Equipo de Inteligencia Criminal, que recopila información sobre delitos graves, incluyendo a sus informantes.
- Centro de Experticia en Fraude de Identidad y Documentos (ECID).
- Brigada Montada, que realiza tareas operativas y ceremoniales.
- Centro Nacional de Entrenamiento y Experticia, donde el personal recibe su entrenamiento.[4]

## Armamento
El armamento estándar de la Marechaussee incluye:
- Fusil Colt Canada C8NLD.
- Pistola Glock 17.
- Subfusil Heckler & Koch MP5.
- Fusil de asalto Heckler & Koch HK416.
- Ametralladora FN MAG (utilizada en vehículos blindados).

Además, se están implementando mejoras en el equipamiento, como la adquisición de nuevos chalecos balísticos y la sustitución de vehículos blindados YPR-765 por vehículos tácticos medianos Iveco.

## Lema
El emblema de la Koninklijke Marechaussee es una granada en llamas, símbolo tradicional de las fuerzas de gendarmería en Europa. Su lema es “Zonder vrees en zonder blaam”, que se traduce como “Sin temor y sin deshonra”.